# 犀川大橋 (岐阜県)
犀川大橋（さいがわおおはし）は、岐阜県瑞穂市と岐阜県大垣市墨俣町の犀川に架かる県道（岐阜県道・三重県道23号北方多度線）の橋である。

## 概要
この橋の完成と、中川（犀川の支流）に架かる南中川橋の完成により、岐阜県道・三重県道23号北方多度線の瑞穂市と大垣市墨俣町の区間は、長良川の堤防道路から現在のルートに変更された。

## 諸元
- 供用：2003年（平成15年）9月12日
- 延長：415.0m
- 幅員：13.0m
- 橋の種類：6径間連続非合成鋼橋
- 区間：岐阜県瑞穂市祖父江 - 大垣市墨俣町墨俣

## その他
- 橋は五六川が犀川に合流する下流直下にある。
- 瑞穂市側の橋取り付け道路の下を岐阜県道172号牛牧墨俣線がアンダーパスする。